# Transrapid 08
Il Transrapid 08 è un veicolo ferroviario della famiglia Transrapid.
Ha raggiunto una velocità massima di 550 km/h ed è stato proposto alle Deutsche Bahn.
55 esemplari furono previsti per la tratta Magnetschnellbahn Berlin–Hamburg. Alla fine del 1997 ne fu completata la costruzione e tra il 1998/1999 venne testato dalla Eisenbahn-Bundesamt.

## Incidente
Il 22 settembre 2006 avvenne l'incidente ferroviario di Lathen con 23 morti e 10 feriti. Il Transrapid 08 viaggiava alla velocità di 162 km/h e travolse dei lavoratori sulla linea.

## SMT
A Shanghai viaggia il modello SMT, un veicolo a cinque cassoni.